# Rivière Carp (Ottawa)
La rivière Carp est une rivière de la ville d'Ottawa en Ontario au Canada qui coule sur les territoires de Stittsville, Kanata et Carleton-March Ouest (en).

## Géographie
Elle mesure environ 48 kilomètres de long et son bassin versant draine une superficie d'environ 306 km2.
Le cours supérieur provient de la partie supérieure de la rivière Carp, qui s'écoule au sud-ouest du parc Appaloosa sous Eagleson Road jusqu'à Glen Cairn où il se jette dans les marais et les bassins d'eaux pluviales au sud du Centre Canadian Tire. De là, il coule vers le nord à travers West Carleton-March dans la rivière des Outaouais à Fitzroy Harbour (en).

### Affluents
La rivière Carp a quatre principaux affluents : Poole Creek, Feedmill Creek, Huntley Creek et Corkery Creek. Le bassin versant est administré par l'Office de protection de la nature de la vallée du Mississippi (en).

## Toponymie
La rivière Carp tire probablement son nom de l'abondance de meunier blanc indigènes trouvés dans la rivière par les premiers explorateurs et colons européens.

## Loisir
Au printemps, il y a suffisamment d'eau de ruissellement provenant de la fonte des glaces pour que la rivière Carp devienne un site en eaux vives de classe 2 à 3 et excellente pour le canoë-kayak. L'embarcadère se trouve à côté d'un pont enjambant la rivière sur la route Carp entre les routes Kinburn Side et Galetta Side.

## Écologie
Le plan de restauration de la rivière Carp améliorera la rivière avec un chenal à faible débit plus étroit qui améliore le transport des sédiments, la végétation le long des berges et les caractéristiques de l'habitat telles que les bassins d'habitat du poisson et les terres humides. Le projet devrait être achevé d'ici 2021.